# 가바시마촌 (나가사키현 미나미마쓰우라군)
가바시마촌(樺島村)은 일본 나가사키현 미나미마쓰우라군에 설치되었던 촌이다. 현재의 고토시의 일부에 해당한다.